# 챌린저 1
FV4030/4 챌린저 1은 영국의 주력전차로 1983년부터 1990년대 중반까지 영국 육군이 운용했다. 1990년대 말 영국 육군은 챌린저 2로 주력 전차를 대체했지만, 요르단 육군은 여전히 챌린저 1을 주력전차로 운용 중이다.

## 역사
챌린저 기획안은 서레이의 초밤 인근의 MVEE에서 만들어졌다. 기획안은 이란이 FV4201 치프틴의 상향 버전을 주문한 것이 기원이었다. 치프틴 Mk5(P)- FV4030/1, FV4030/2, 시르 1과 4030/3 시르 2였다. 1979년 이란 혁명 발발 후 이란 왕조가 무너지고, 영국의 MBT-80 사업도 무산되면서 영국 육군이 치프틴의 상향 버전의 고객이 되었다. 체비어트라는 이름으로 잠깐 불리기도 했으나, 공식적인 명칭은 제2차 세계 대전 당시 사용되었던 A30 챌린저의 이름을 재사용하게 되었다. 
챌린저는 로열 오드넌스 팩토리에서 제작되었다. 1983년 현역으로 복무를 시작한 이후, 1990년 차량 1대에 200만 파운드의 제작비가 들어감에 따라 양산이 중단되었다. 1986년, ROF 리즈가 비커스 방어체계에 통합되었다. 1999년 3월, 합의에 따라 영국은 요르단에 288대의 챌린저 전차를 추가로 보냈다. 요르단은 이후 센추리온전차를 챌린저 전차로 대체하였다. 새로운 주력전차에 대한 요구는 꾸준히 증가했다. 비커스 방어체계가 챌린저 2에 적용되어 대체 전차로 선택되었다. 영국군은 1998년부터 챌린저 1을 퇴역시켰고, 2001년에는 챌린저 2로 완전히 대체되었다.

## 같이 보기
- 챌린저 2